# 男はつらいよ 夜霧にむせぶ寅次郎
『男はつらいよ 夜霧にむせぶ寅次郎』（おとこはつらいよ よぎりにむせぶとらじろう）は、1984年8月4日に公開された日本映画。男はつらいよシリーズの33作目。
タコ社長の娘あけみ（美保純）が初登場。第6作の社長の自宅には4人子供がいたが、あけみは本作では一人っ子のように扱われており、3人の兄弟については言及されていない。満男が中学に入学。また、寅の元舎弟の登（秋野太作）が、第10作「男はつらいよ 寅次郎夢枕」以来の登場。
主題歌が流れる中に登場する祭りは岩手県北上市の鬼剣舞（おにけんばい）である。盛岡の場面の祭りはチャグチャグ馬コ。

## あらすじ
『第三の男』の主題歌が流れる寅次郎の夢は『カサブランカ』のような世界。寅次郎は、悪党たちに自殺に追い込まれた家族の敵を討つため、酒場に乗り込む。歌手の女マリー（中原理恵）は、敵のギャングのボス（渡瀬恒彦）といい仲のように見えるが、寅次郎がギャングの手下たちを格闘で倒した後、ボスに狙撃されそうになったところを、かばって撃たれる。寅次郎はボスを斃すが、「あたしのこと、許してくれる？」と言いつつ息を引き取るマリーを看取る。
寅次郎が盛岡で啖呵売していると、かつての舎弟・登に声を掛けられる。登は所帯を持ち、食堂を営む堅気になっていた。寅次郎を歓迎する為、店を閉めて呑むと妻に言う登を、寅次郎は叱る。渡世人を続ける自分と縁を切る程度の覚悟がなければ堅気を続けてはいけない、そんな考え方を登に伝えたかったのだ。
北海道へ渡った寅次郎は、釧路で風子（中原理恵）というツッパリ娘に出会う。風子は理容師の免許を持っていたが、トラブルメーカーになりやすく長続きしないのを初対面の人にも見破られてしまうような性格だった。「フーテン」つながりで意気投合した二人は、風子の伯母のいる根室へと一緒に旅をすることにする。途中、寅次郎と相部屋になったサラリーマン風の男性・福田（佐藤Ｂ作）が蒸発した妻を霧多布に探しに行くのに付き合うが、結局妻は戻らず、終始陰気な福田を慰めつつ、二人は腕を組んで歩くほど親密になる。
根室に着いた風子は早速伯母に会って理容師の仕事を見つけてもらうが、その際、生活態度を改めるよう散々説教される。寅次郎も、心配してくれる人がいるのはありがたいと思えと風子に言う。寅次郎の啖呵売の商品のオルゴールは「Happy Birthday」の曲であり、ちょうど誕生日を迎えていたが誰も祝ってくれない風子は、感慨にふける。その風子に、近くの会場でちょうど開催されていたオートバイサーカスの団員・トニー（渡瀬恒彦）が声を掛ける。トニーは、サーカス団の一員として全国を回る「渡世人」であり、やさぐれた雰囲気を持つ遊び人だった。
風子は、寅次郎の楽しい話にすっかり打ち解けて、寅次郎と一緒に気ままな旅をしたいと言い出す。寅次郎は、自分はかつて、後悔しないように生活を改めろと妹のさくらに言われたが、言うことを聞かなかった、ふと気付いてみると周りはみな堅気になり、自分たちのようなバカだけが取り残されてしまった、だから風子にはこの町で一生懸命働いて、真面目で正直な男と所帯を持ってほしいと優しく諭す。風子は、自分はまだ若いのだから、いろいろなことを経験してもいいのではないかと納得しない。そして「案外薄情なんだね、寅さん」と、子ども扱いされたことを怒ってしまう。翌日、根室を発つ寅次郎に風子は、「寅さんがもう少し若かったら、あたし寅さんと結婚するのに」と言って涙ぐむ。寅次郎も後に残す風子のことが気に掛かり、何かあったら帝釈天参道のとらやに連絡するように言う。
風子は、自分にしつこくつきまとうトニーのことを最初はうっとうしく感じていたが、寅次郎がいなくなった寂しさもあり、少しずつ受け入れるようになっていく。そして、東京に行くトニーを追いかけて上京する。寅次郎は風子のことを思い、鬱々とした気分で柴又に帰ってくるが、そこには北海道で知り合った福田がやってきている。福田は、やつれた雰囲気の風子に東京で借金を頼まれたと言う。風子の所在が分からず、いても立ってもいられない寅次郎は、新聞広告まで使って風子の行方を捜すほどだったが、そこにトニーがやってくる。今、自分と同棲しているが、寝込んでしまって寅次郎に会いたがっていると伝えに来たのだ。
想い人が男と同棲している、それも遊び人のトニーのところにいると知って、寅次郎の心中は穏やかではなかったが、トニーの家に風子を迎えに行き、とらやに温かく受け入れる。身も心もぼろぼろになった風子だったが、とらやの人びとの優しさに触れ、次第に元気になる。柴又の理髪店での就職も世話できるので、とらやの２階に住めばいいとさくらに言われ、風子は寅次郎が言った「堅気になれ」という言葉の意味を理解し始める。その頃、寅次郎はトニーのもとを訪ね、風子は堅気として幸せになっていける女性だから、どうか手を引いてくれと頭を下げる。
しかし、「情熱の問題ですからね。こればかりは理屈じゃ」という博の言葉通り、風子は、トニーが東京を発つと聞いて、会わずにはいられない気持ちになってしまう。寅次郎に止められた風子は、寅次郎がトニーに自分から手を引けと言ったと聞いて、自分の問題に口を出さないでほしいと言う。寅次郎たちの言うことが正しいこと、トニーと一緒にいたら不幸せになることが分かっていながら、自分の気持ちをどうすることもできずに、とらやを飛び出していく。
盛夏になり、さくらのもとに、風子から手紙が来た。（結局トニーとうまくいかず、）北海道の伯母のもとで暮らすうち、以前一緒に働いていた人で、伯母が気に入ってくれた男性と結婚することになったとの文面だった。その男性は真面目だけが取り柄のような人であるが、寅次郎にもきっと気に入ってもらえるはずと風子は感じていた。結婚式に呼ばれたさくら一家が北海道に行って目撃したのは、風子の幸せを心から祝福する寅次郎が、ヒグマに追われながら山越えしてくる姿だった。

## キャスト
- 車寅次郎：渥美清
- 諏訪さくら：倍賞千恵子
- 木暮風子：中原理恵
- 車竜造（おいちゃん）：下條正巳
- 車つね（おばちゃん）：三崎千恵子
- 諏訪博：前田吟
- 桂梅太郎（タコ社長）：太宰久雄
- 源公：佐藤蛾次郎
- 諏訪満男：吉岡秀隆
- 登：秋野太作
- きぬ（風子の伯母[8]）：文野朋子
- 釧路の理容店「ヒロシマ」店主：人見明
- 黒田：谷幹一 - 風子と新郎の親戚
- ポンシュウ：関敬六 - 寅のテキ屋仲間
- 印刷工・松田：笠井一彦
- 口上の男：志馬琢哉
- 竹下佳男
- 仲人：高木信夫
- 結婚式の参列者：統一劇場
- キグレオートバイサーカス
- ゆかり：マキノ佐代子
- 登の妻・倶子：中川加奈
- 理髪店の妻：村上記代
- ご近所さん：秩父晴子
- 釧路の旅館仲居：谷よしの
- 社長の妻：水木涼子
- ウェイトレス：川井みどり
- 佳代子：坂元かず子
- 御前様：笠智衆
- 金吾：加藤武
- 福田栄作：佐藤B作
- 桂あけみ：美保純 - 社長の娘
- トニー：渡瀬恒彦 - キグレオートバイサーカスの花形
- アバンタイトルの夢のナレーション：小林清志（ノンクレジット）
- 備後屋：露木幸次（ノンクレジット）

## ロケ地
- 岩手県紫波郡紫波町(願圓寺、新山神社里宮)、八幡平市、盛岡市(盛岡城址、中津川沿い、上の宮/登の店)
- 北海道釧路市(釧路駅、幣舞橋、ぬさまい河畔公園、釧路空港)、厚岸郡浜中町(茶内駅、汐見橋/ヤンマーの屋根)、根室市(根室新緑祭り、北の勝酒造前、理容室小田原、花咲港、きたみ館)、標津郡中標津町(計根別駅、養老牛温泉)
- 東京都品川区(北品川橋付近/トニーの下宿)

『男はつらいよ　寅さん読本』1992、p.635より

## スタッフ
- 監督・原作：山田洋次
- 脚本：山田洋次、朝間義隆
- 製作：島津清、中川滋弘
- 音楽：山本直純

## 挿入曲
- 千年接吻（作詞：売野雅勇、作曲：井上大輔、歌：中原理恵）：夢の場面
- 使用されたクラシック音楽（判明した曲）
  - 映画『第三の男』ハリーライムのテーマ～夢のシーン。
  - ベートーヴェン作曲：交響曲第3番 変ホ長調 作品55『英雄』第2楽章～夢のシーン
  - カール・タイケ作曲：行進曲『旧友』～江戸川の土手。寅さんが満男の吹奏楽部の練習を眺める
  - ジョン・フィリップ・スーザ作曲：『士官候補生』～江戸川土手。風子とさくらが満男の吹奏楽の練習を眺める。
  - リヒャルト・ワーグナー作曲：オペラ『ローエングリン』第3幕第1場『婚礼の合唱』弦楽合奏版～楓子の結婚式
  - ベートーヴェン作曲：交響曲第5番 ハ短調 作品67 第1楽章～寅さんが熊に追われるシーン

## 記録
- 観客動員：137万9000人[9]
- 配給収入：11億5000万円[1]（10億円[9]とも）

## 同時上映
- 『ときめき海岸物語』